# Canal Nimy-Blaton-Péronnes

El Canal Nimy-Blaton-Péronnes és un canal de Bèlgica que enllaça el canal del Centre a Nimy amb l'Escalda a Péronnes-lez-Antoing. Forma una malla de l'enllaç de les conques del Mosa i de l'Escalda, una funció estratègica molt important com que permetia la connexió amb l'Escalda sense travessar França.

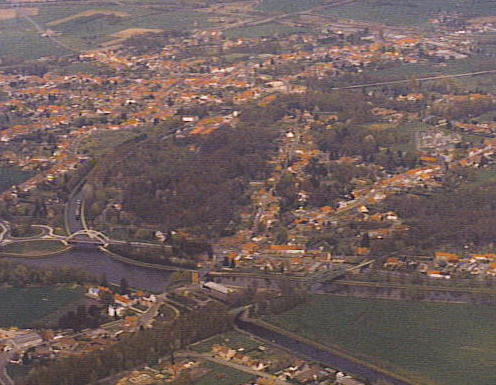
El canal prop de l'aiguabarreig a Blaton

El canal segueix la vall de l'Haine poca accidentada. Només amb l'aiguabarreig amb l'Escalda hi ha un gran desnivell que dues rescloses superen. Es troben dos ports de plaer al canal: el port de Péronnes-lez-Antoing i el port de Maubray.
| Localitat  | amplada | calat   | alçària llibre | desnivell | Péronnes 1 o Maubray | 86,00 m | 12,00 m | 1,90 m | m | 12,50m |
| Péronnes 2 | 86,00 m | 12,00 m | 1,90 m         | m         | 5,60m                |         |         |        |   |        |

La resclosa de Péronnes (Maubray) és una de les més altes de Bèlgica. Les dues altres són la d'Ittre amb 13,30 m i la de Lanaye de 13,94 m.

## Estadístiques
- 1987 - 790.000 Tones – Embarcacions: 2577
- 1990 - 927.000 Tones - Embarcacions: 3506
- 2000 - 1.686.000 Tones - Embarcacions: 5315
- 2004 - 2.074.000 Tones - Embarcacions: 5578
- 2005 - 2.277.379 Tones - Embarcacions: 6259

## Enllaços externs

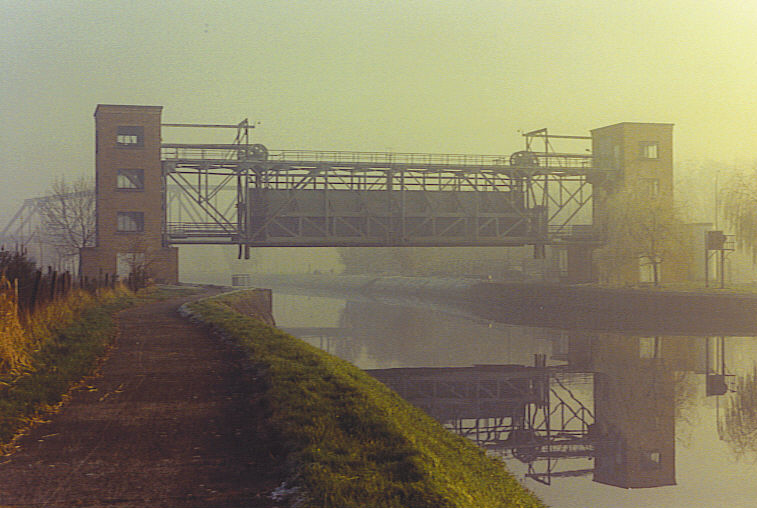
Resclosa (presa) a Blaton
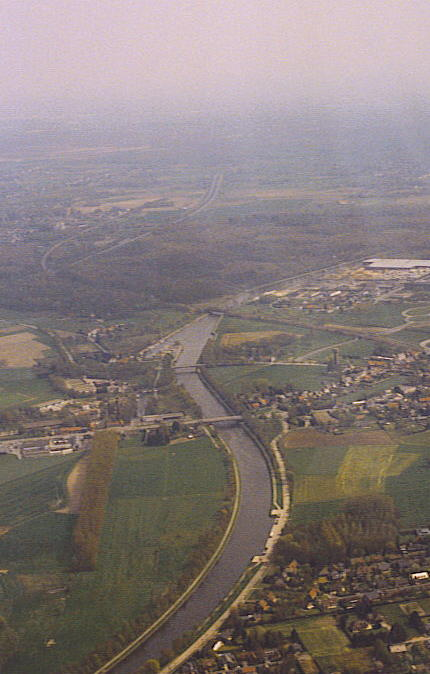
El canal a Péronnes